# Lagune Cari Laufquen Chica
Pour les articles homonymes, voir Chica.
La Lagune Cari Laufquen Chica (en français : Petite lagune Cari Laufquen) en Argentine, est un petit lac d'eau douce situé au centre de la province de Río Negro, dans le département de Veinticinco de Mayo, en Patagonie. 

## Situation
La lagune est située quelque 65 km à l'ouest de la ville de Maquinchao, et une petite quinzaine de km au nord-est de la ville d'Ingeniero Jacobacci.

## Étymologie
Cari Laufquen en langue mapudungun est composé des vocables karü (vert) et lafquen (lac ou lagune) et signifie donc « lac vert ».

## Alimentation
La lagune fait partie du bassin endoréique du río Maquinchao, centré sur la lagune Cari Laufquen Grande. 

Elle est alimentée par le río Maquinchao, petit cours d'eau venu de l'est qui traverse la lagune Chica pour continuer sa route vers la lagune Cari Laufquen Grande où il perdra la totalité de ses eaux, par évaporation surtout.
Le río Maquinchao, cours d'eau intermittent, apporte à la lagune Cari Laufquen Chica de l'eau douce, et emporte, en tant qu'émissaire, de l'eau et de petites quantités de sels. Ces sels s'accumulent dans la lagune Cari Laufquen Grande, la rendant de plus en plus salée au fil des ans. C'est ce qui explique que la lagune Chica soit remplie d'eau douce, tandis que l'eau de la lagune Grande est salée.  

## Superficie
La lagune se trouve dans une zone de la meseta patagonique où les précipitations moyennes annuelles sont de l'ordre de seulement 170 millimètres, mais où l'évaporation moyenne s'élève à plus de 700 millimètres. Il existe cependant des années sèches et des années humides. Dès lors, suivant les années, la surface de la lagune peut varier légèrement. Ainsi, en 1985, année humide (407 millimètres), sa superficie a atteint 5,57 km2, alors qu'en 1976, année sèche (163 millimètres), elle ne se montait qu'à 5,27 km2 .   